# Mątowy Wielkie (osada)
Mątowy Wielkie – osada w Polsce położona w województwie pomorskim, w powiecie malborskim, w gminie Miłoradz.